# 東京女子医科大学附属足立医療センター
東京女子医科大学附属足立医療センター （とうきょうじょしいかだいがくふぞくあだちいりょうセンター）は、東京都足立区江北に所在する東京女子医科大学の大学病院である。
東京女子医科大学東医療センターを移転する形で2022年に開院した。

## 歴史

### 年表
- 1934年 荒川区尾久に東京女子医学専門学校病院分院を設置。
- 1936年 東京女子医学専門学校第二病院となる。
- 1952年 東京女子医科大学附属第二病院となる。
- 2005年 東京女子医科大学東医療センターとなる。
- 2022年 東医療センターが足立区江北に移転、東京女子医科大学附属足立医療センターに名称変更[1][2]。

## 認定施設
- 東京都災害拠点病院
- 地域周産期母子医療センター
- 救命救急センター
- 地域医療支援病院
- 東京DMAT指定病院
- がんゲノム医療連携病院

## 診療科
- 内科
- 化学療法・緩和ケア内科
- 呼吸器内科
- 循環器内科
- 消化器内科
- 神経内科
- 心療内科
- 内視鏡内科
- リウマチ科
- 外科
- 消化器外科
- 心臓血管外科
- 脳神経外科
- 麻酔科
- 眼科
- 形成外科
- 呼吸器外科
- 歯科
- 歯科口腔外科
- 耳鼻咽喉科
- 整形外科
- 泌尿器科
- 皮膚科
- 美容外科
- リハビリテーション科
- 産婦人科
- 小児科
- 乳腺外科
- 救急科
- 病理診断科
- 精神科
- 放射線科
- 臨床検査科